# Кері Лідс
Кері Лідс (англ. Cary Leeds; 16 квітня 1957 — 30 січня 2003) — колишній американський тенісист.
Найвищим досягненням на турнірах Великого шолома був півфінал в змішаному парному розряді.

## Фінали Гран-прі за кар'єру

### Парний розряд: 3 (0–3)
| Результат | W-L | Дата     | Турнір             | Покриття | Партнер    | Суперники                   | Рахунок       |
| --------- | --- | -------- | ------------------ | -------- | ---------- | --------------------------- | ------------- |
| Поразка   | 0–1 | Чер 1980 | Брюссель, Бельгія  | Ґрунт    | Ерік Фромм | Стів Крулевітс Тьєррі Стево | 3–6, 5–7      |
| Поразка   | 0–2 | Жов 1980 | Тель-Авів, Ізраїль | Тверде   | Ерік Фромм | Пер Єртквіст Стів Крулевітс | 6–7, 3–6      |
| Поразка   | 0–3 | Лют 1982 | Каракас, Венесуела | Тверде   | Ерік Фромм | Стів Мейстер Крейг Віттус   | 7–6, 6–7, 4–6 |